# Michael Z. Gordon
Michael Z. Gordon, né le 4 avril 1941, est un producteur, compositeur et acteur américain.

## Filmographie

### Producteur
- 2004 : Mafioso: The Father, the Son
- 2001 : Sexy Devil
- 2002 : Narc
- 2004 : In Enemy Hands
- 2005 : Silent Partner
- 2006 : Mafiosa, le clan (TV)
- 2006 : Holla
- 2007 : Heart Stopper
- 2007 : The Captive
- 2007 : Grapefruit Moon
- 2007 : The Salvation Of Barry

### Compositeur
- 1956 : As the World Turns (série télévisée)
- 1968 : The Name of the Game Is Kill
- 1975 : Saturday Night Live ("Saturday Night Live") (série télévisée)
- 1983 : Slayground
- 1983 : The Outsiders
- 1987 : 21 Jump Street ("21 Jump Street") (série télévisée)
- 1988 : Les Années coup de cœur ("Wonder Years") (série télévisée)
- 1988 : La Fête à la maison ("Full House") (série télévisée)
- 1994 : Pulp Fiction
- 1997 : Ally McBeal ("Ally McBeal") (série télévisée)
- 1999 : The Big Breakfast (série télévisée)
- 1999 : Tout le monde aime Raymond (Everybody Loves Raymond) (série télévisée)

### Acteur
- 1969 : Bob et Carole et Ted et Alice : Waiter

## Nomination
Michael Z. Gordon a produit deux films nommés : Narc et Mafioso